# Liste der Monuments historiques in Le Quiou
Die Liste der Monuments historiques in Le Quiou führt die Monuments historiques in der französischen Gemeinde Le Quiou auf.

## Liste der Bauwerke
| Bezeichnung    | Beschreibung                           | Standort | Kennzeichnung | Schutzstatus | Datum | Bild           |
| -------------- | -------------------------------------- | -------- | ------------- | ------------ | ----- | -------------- |
| Château de Hac | Schloss, erbaut im 15./16. Jahrhundert | (Lage)   | PA00089567    | Classé       | 1993  | weitere Bilder |

## Liste der Objekte
- Monuments historiques (Objekte) in Le Quiou in der Base Palissy des französischen Kultusministeriums